# Hemaris thysbe

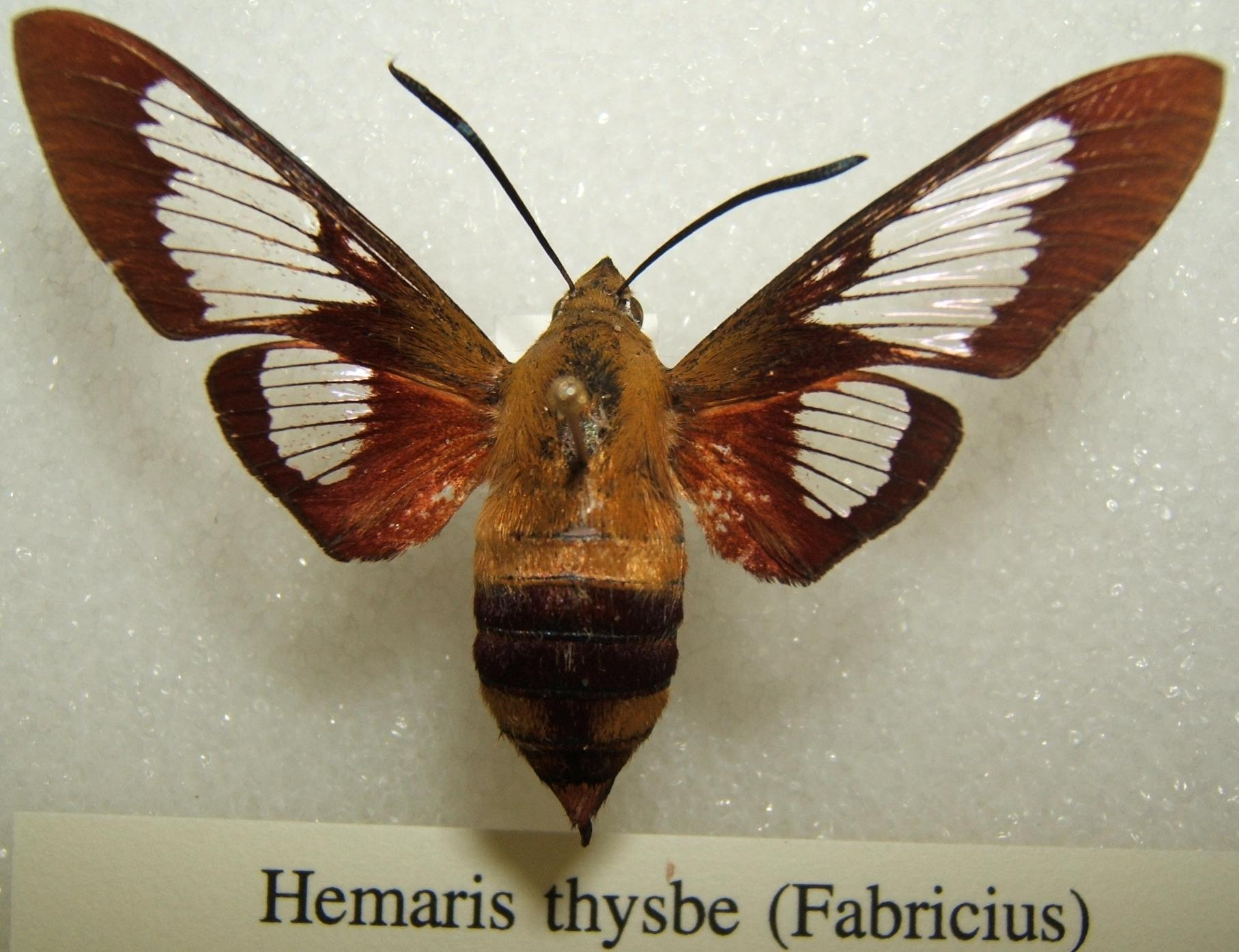
Präparat von Hemaris thysbe. Die Schuppenreihe auf der Diskoidalzelle ist hier nur schlecht erkennbar.

Hemaris thysbe ist ein Schmetterling (Nachtfalter) aus der Familie der Schwärmer (Sphingidae). Die zu den größten ihrer Gattung zählende Art ist in Nordamerika weit verbreitet.

## Merkmale
Die Falter erreichen Vorderflügellängen von 23 bis 28 Millimetern und eine Flügelspannweite von 38 bis 50 Millimetern und zählen damit zu den größeren Arten der Gattung. Ihre Farbe und Musterung variiert saisonal, geographisch und individuell deutlich. Anhand der einheitlichen Genitalmorphologie kann man sämtliche Farbmorphen jedoch der gleichen Art zurechnen. Der Rücken am Thorax variiert von grünlich über gelb nach braun, die Bauchseite ist blass gelblich-weiß. 
Der Hinterleib ist hauptsächlich rotbraun. Er ist entweder einfarbig, oder das Rotbraun umfasst nur einzelne Segmente, wobei in diesem Fall die verbleibenden Hinterleibsbereiche dann gleich wie der Thorax gefärbt sind. Der beschuppte Bereich am Außenrand der Vorderflügel kann sehr breit und nach innen gezähnt oder deutlich schmaler und gerade verlaufend ausgebildet sein. Die Art kann anhand einer Schuppenreihe, die die Diskoidalzelle der Vorderflügel wie eine zusätzliche Flügelader teilt, leicht von den übrigen nordamerikanischen Arten der Gattung unterschieden werden. Dieses Merkmal ist jedoch bei frisch geschlüpften Tieren nicht gut erkennbar, da diese die Schuppen in den hyalinen Flügelbereichen erst im Flug verlieren müssen. Hemaris gracilis ist der Art sehr ähnlich, kann von ihr jedoch neben dem oben beschriebenen Merkmal durch einen braun statt weiß gefärbten Bereich direkt an den Flügeleinlenkungen am Thorax unterschieden werden. Zudem verläuft der beschuppte Rand am Vorderflügelaußenrand innen immer in einer gleichmäßigen Kurve ohne eine Zähnung nach innen.

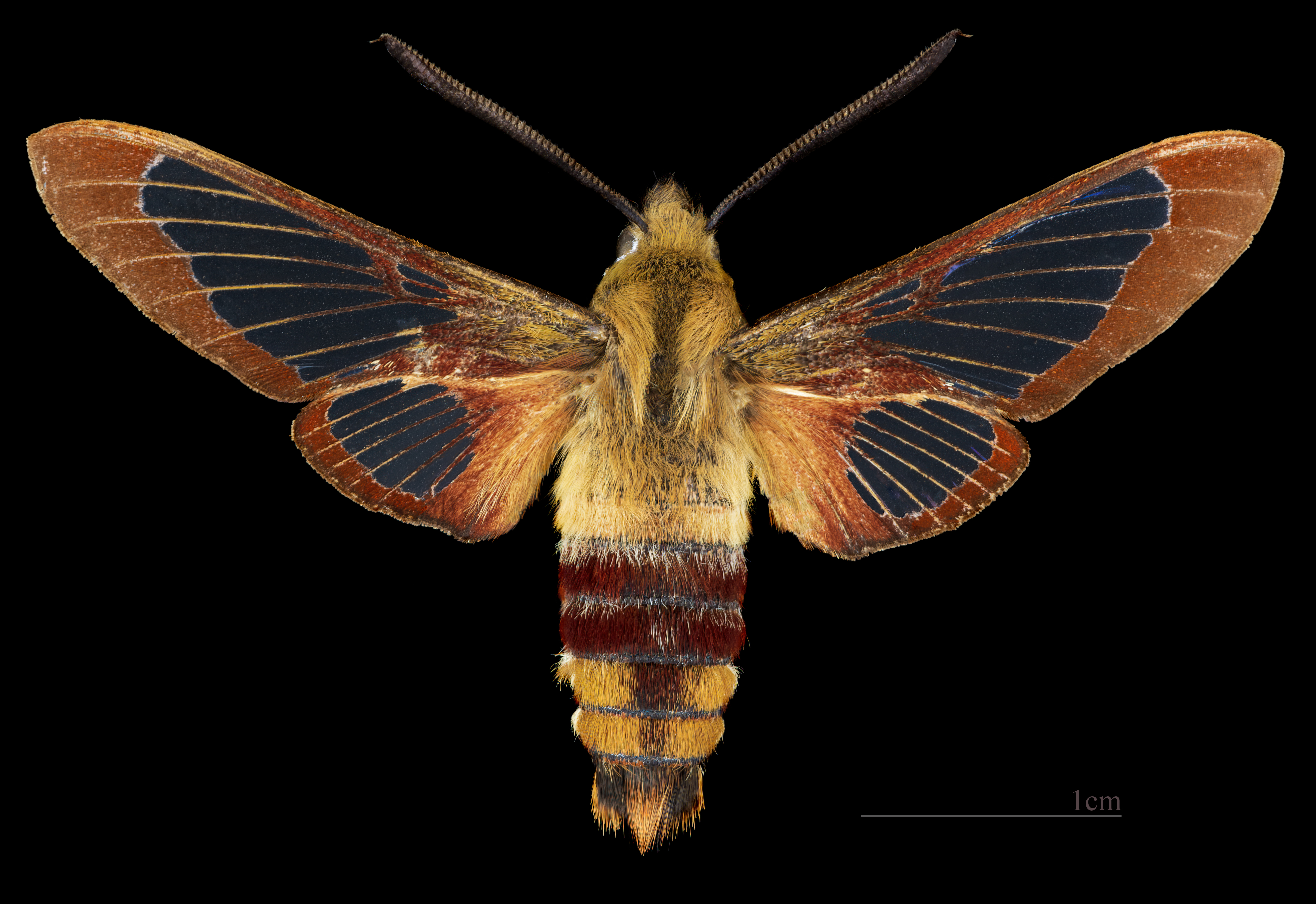
Hemaris thysbe ♂
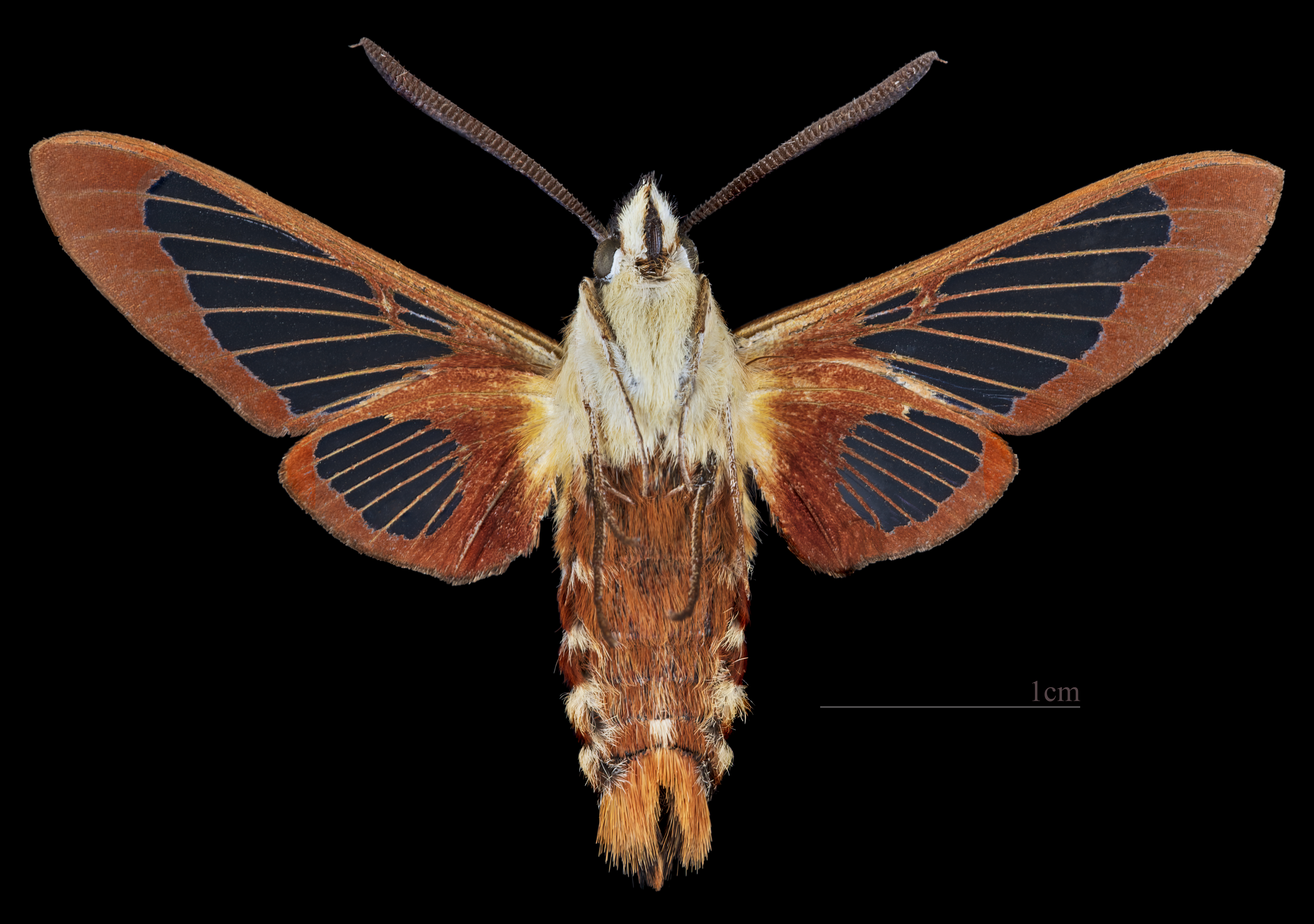
Hemaris thysbe ♂  △
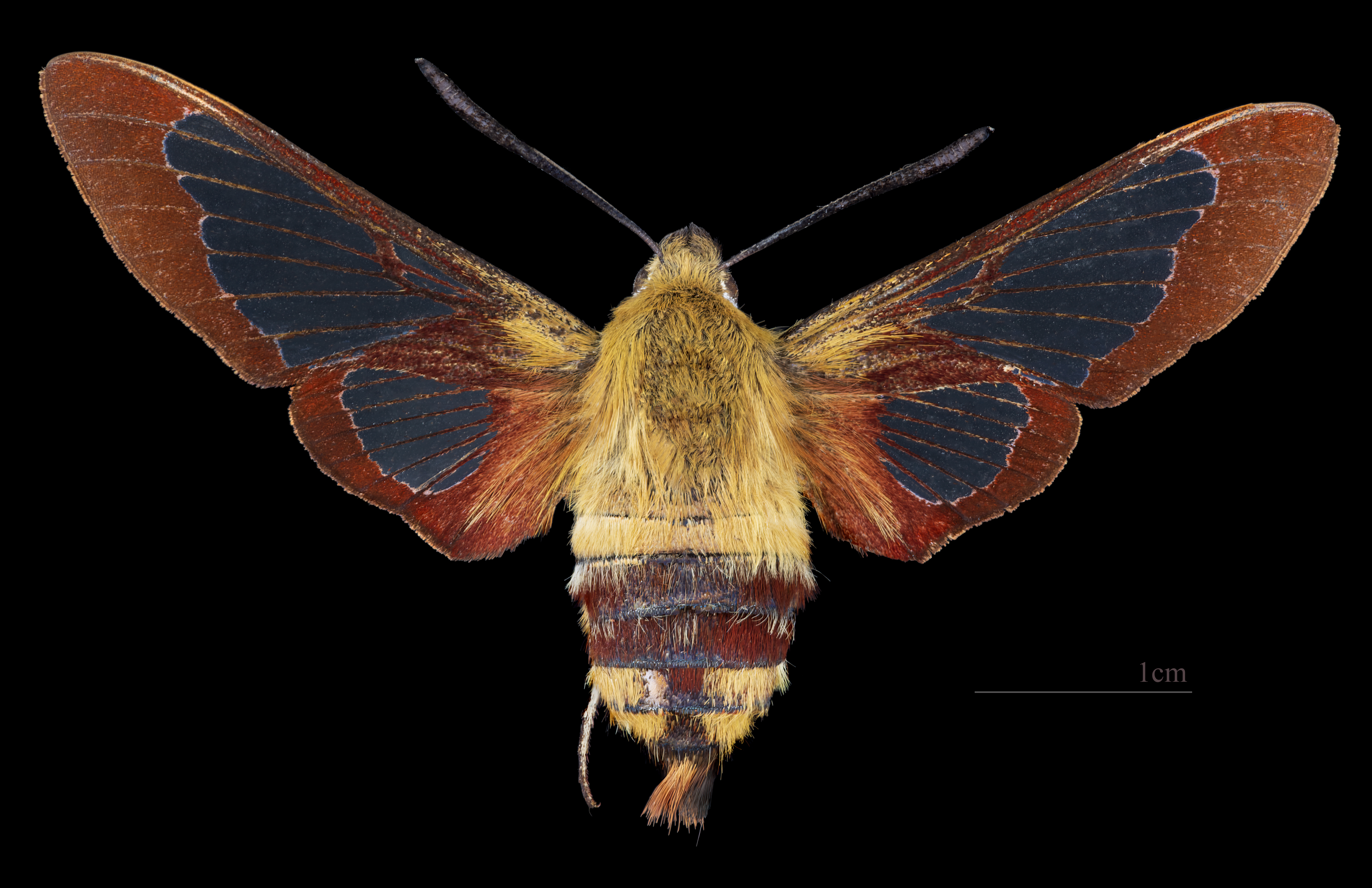
Hemaris thysbe ♀
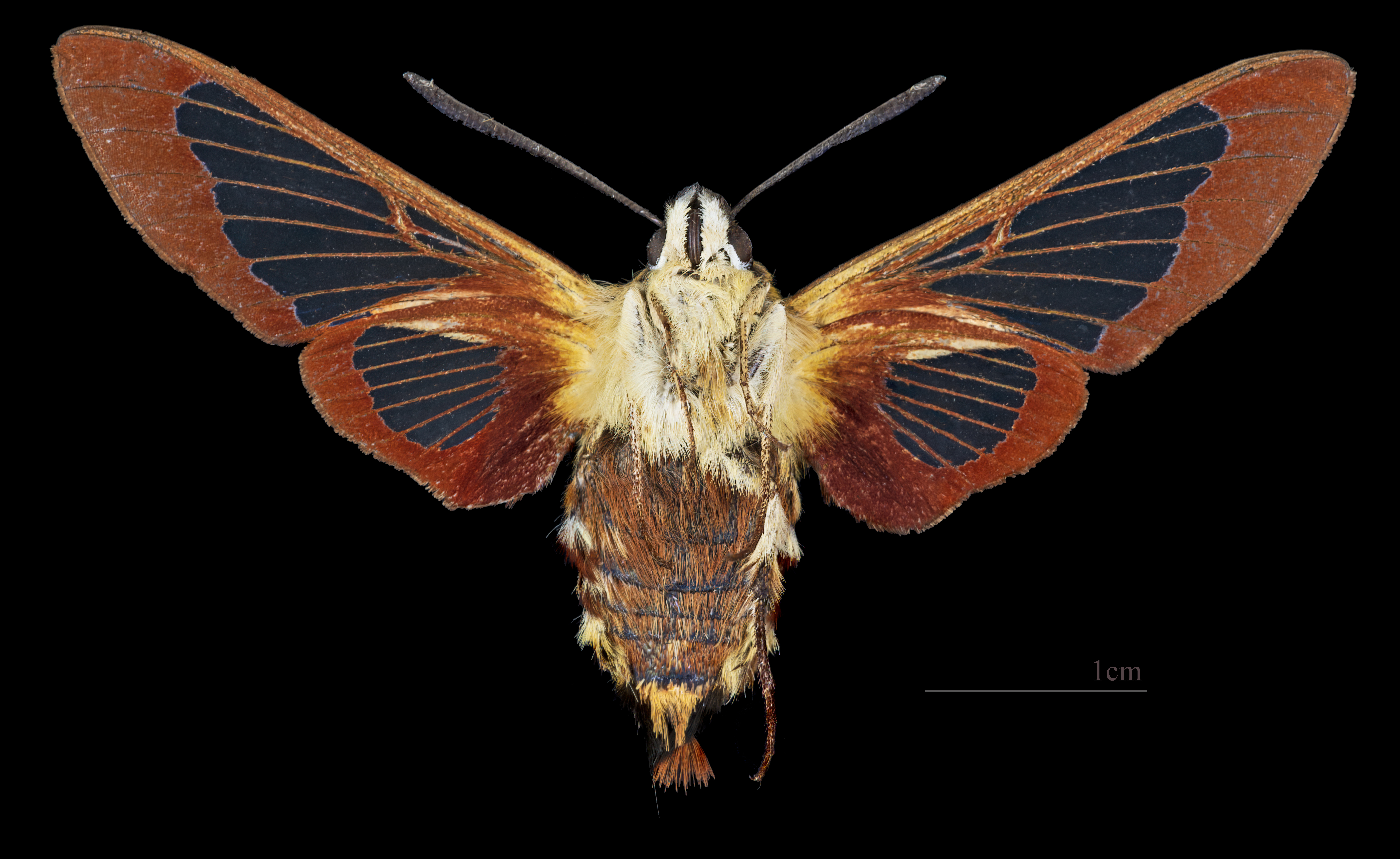
Hemaris thysbe ♀ △

Die Raupen haben einen eher gedrungenen Körper und den für die Gattung typischen Kragen am Thorax. Das Analhorn ist kurz, kräftig und nach hinten gekrümmt. Die Tiere tragen eine gelbe, subdorsale Längslinie, die über nahezu die gesamte Körperlänge verläuft. Der grüne Körper ist mit feinen gelben Sekundärborsten versehen. Die Stigmen sind entweder kräftig dunkel markiert und von hellgelben Kreisen umgeben oder nur sehr schwach dunkel markiert. Die Bauchbeine variieren von blassgelb bis kräftig orangefarben. Die Hakenkränze sind jedoch immer schwarz.
Die Puppe hat die für die Gattung typische Form. Sie ist langgestreckt, sehr schmal und hat eine etwas geglättete Oberfläche. Der Kopf ist glatt und trägt anders als bei Hemaris gracilis keine Knötchen. Die Flügelscheiden sind fast schwarz, ansonsten ist die Puppe kastanienbraun. Der schwarze Kremaster ist dreieckig, trägt eine Reihe von seitlichen Dornen und endet in einer Doppelspitze.

## Vorkommen
Die Art ist in Nordamerika weit verbreitet. Sie dringt vom Süden der Vereinigten Staaten bis zu den Great Plains und nördlich über weite Teile Kanadas bis nach Alaska vor. Im Norden findet man die Art von Neufundland über die an den Atlantik angrenzenden Bundesstaaten, den Süden von Quebec und über nahezu das gesamte Ontario. Aufgrund von Einzelfunden kann man davon ausgehen, dass die Art überall in den kanadischen Prairie-Provinzen und in British Columbia auftritt. Der nördlichste Nachweis stammt aus Norman Wells aus dem Northwest Territory und Rampart House aus dem Yukon Territory. In Alaska ist die Art bis nördlich nach Fairbanks nachgewiesen.
Wegen der weiten Verbreitung ist eine eindeutige Habitatzuordnung der Art schwierig. Sie tritt jedoch in den Vereinigten Staaten und im Osten von Kanada häufig an den Rändern von Mischwäldern und den angrenzenden Wiesen und Lichtungen auf.

## Lebensweise
Die Imagines sind tagaktiv und können bei Sonnenschein häufig beim Blütenbesuch beobachtet werden. Sie fliegen eine große Zahl verschiedener Nektarpflanzen an, unter anderem Kratzdisteln (Cirsium) und Gemeinen Flieder (Syringa vulgaris).

### Flug- und Raupenzeiten
Die Art fliegt in Kanada und den daran angrenzenden Bundesstaaten der Vereinigten Staaten in einer Generation im Sommer, im Juni und Juli. Weiter südlich ist unklar, wie viele Generationen ausgebildet werden. Zwischen April und September fliegen zumindest zwei, wenn nicht drei Generationen. In Louisiana tritt die Art von März bis September in sechs Generationen auf, wobei eine Generation etwa 30 Tage für die komplette Entwicklung benötigt.

### Nahrung der Raupen
Die Raupen ernähren sich hauptsächlich von Schneeball (Viburnum) (Familie der Geißblattgewächse (Caprifoliaceae)), Heidelbeere (Vaccinium myrtillus) und Cranberry (Vaccinium macrocarpum) (Familie der Heidekrautgewächse (Ericaceae)). Es gibt jedoch auch Nachweise an Heckenkirschen (Lonicera) und Schneebeeren (Symphoricarpos), wobei es sich hierbei jedoch auch um Verwechslungen mit Raupen von Hemaris diffinis handeln könnte. Auch in der älteren Literatur erwähnte Nachweise an Weißdornen (Crataegus) und Prunus sind zweifelhaft.

## Entwicklung
Die Weibchen legen ihre blassgrünen Eier einzeln an der Unterseite der Raupennahrungspflanzen ab. Die Raupen leben als Einzelgänger und sitzen auf der Mittelrippe auf der Blattunterseite. Sie sind nur wenig aktiv. Die Verpuppung erfolgt am Erdboden unter abgestorbenen Pflanzenteilen in einem eher kräftigen, aber dünnwandigen Kokon, der aus Seide und Pflanzenteilen und ähnlichem angefertigt wird.

## Belege